# 英雄無淚 (小說)
《英雄無淚》為古龍晚期作品，也是晚期作品中的名作，多次被改編為電視劇與電影。1978年10月至1979年4月〈聯合報〉連載，1979年萬盛出版。古龍完成本書之後，創作生涯便走下坡。
另外，明日工作室改編本書出版《長劍高飛》，並另作續集《英雄不死》。

《英雄無淚》，天地圖書出版社版本，1998年出版

## 故事大綱
本書主要講述「中州雄獅堂」和「大鏢局」的爭鬥，以及在「小高」加進這場爭鬥以後發生的事。
江湖异人萧大师，铸成宝剑“泪痕剑”。不料该剑一出炉即显现出凶兆将会带来武林浩劫，且萧大师的亲生子注定要死在此剑之下。萧为了使此剑不致危害江湖，将它交给一位淡薄名利的弟子保管，数十年后该弟子又把它传给门徒小高，令其带剑下山望化解江湖劫数。
此时江湖上有两大帮会──长安大镖局和洛阳雄狮堂。大镖局的总镖头司马超群要收雄狮堂的叛徒杨坚为徒，为了挽回面子，雄狮堂派出杀手要杀杨坚，为此大镖局的第二把交椅卓东来做好了万全的准备严阵以待。原本卓东来怀疑小高是雄狮堂的杀手，对他严密监视，不料杨坚最后死在一个背着木箱(即獨門奇器「一口箱子」)的神秘人萧泪血手上。
小高与雄狮堂堂主朱猛一见如故，成为八拜之交。卓东来安排小高与司马超群决战，事前派了美女蝶舞去引诱小高，使得小高败在司马手下，幸好萧泪血及时出现救走小高。朱猛回到洛阳，其部下已为卓东来策反，毁了整个雄狮堂，朱猛带了残余的部下来到长安找卓东来报仇。不料卓东来竟约朱猛和小高吃饭，原来他也曾派蝶舞去与朱猛共舞三天，令朱猛对蝶舞魂牵梦萦，饭局中蝶舞翩然跳舞，朱猛和小高才发现两人喜欢的竟是同一个女人。此举是卓东来用以打击两人志气的计策，结果蝶舞不愿被人利用，自断一腿而去……
打倒了朱猛和小高，卓东来将矛头指向司马，将司马赶出了大镖局，一败涂地两人连成了一气。萧泪血原来是萧大师的儿子，一直在寻找弟弟并设法化去这场劫数。他原以为小高是他的弟弟，才数次出手救他。结果追查弟弟的线索被卓东来弄断了。小高与朱猛和司马联合起来对付卓东来，结果泪痕剑被卓东来夺去，众人难以抵挡，此时萧泪血出现，拿出了可以克制泪痕剑的奇門兵器「一口箱子」，而最后高渐飞用泪痕剑刺死卓东来后，剑上的泪痕消失了，原来卓东来也是萧大师的儿子。
全書充滿許多「命中註定」的悲劇。

## 主要人物
- 高漸飛：一個來歷不明的年輕人，武器是「淚痕劍」(故事世界觀中的天下第一寶劍)，真正身分是蕭大師的徒孫，師父是蕭大師的最小徒弟的天下超一流的劍客。但並未詳細介紹其門派的所在和師父的真名，只說在中土以西上一座不加說明的高山上，推測可能是在陸小鳳中的名劍客西門吹雪所提及「聖母之水峰」劍派的起源。
- 朱猛：洛陽「中州雄獅堂」的堂主。
- 司馬超群：「大鏢局」的總鏢頭。
- 卓東來：司馬超群的助手。
- 蕭淚血：蕭大師的獨生子，武器是淚痕劍的同源的獨門奇兵「一口箱子」。
- 蝶舞: 江湖第一美人，以舞姿和玉腿見稱。

## 次要人物
- 邵空子：蕭大師的二弟子，一代劍師，後來鑄造了離別鉤。
- 蕭大師：鑄劍師，鑄造了「淚痕劍」。
- 釘鞋：朱猛的手下。
- 吳婉：司馬超群之妻。
- 磨刀老人：蕭大師的大弟子。

## 小說目錄
- 序幕

1. 一口箱子
2. 大好頭顱
3. 奇襲
4. 奇人奇地奇事
5. 奇逢奇遇
6. 七級浮屠
7. 銅駝巷裡雄獅堂
8. 義無反顧
9. 蝶舞
10. 二月洛陽春仍早
11. 八十八死士
12. 縱然一舞也銷魂
13. 屠場
14. 誰是牛羊
15. 巔峰
16. 高處不勝寒
17. 一劍光寒

## 衍生改編

### 電影
- 1980年，邵氏兄弟（香港），《英雄无泪》(Heroes Shed No Tears)／导演：楚原 Yuen Chor （张宝坚）／主演：谷峰 Feng Ku、傅声 Sheng Fu、白彪 Jason Pai Piao、尔冬升、赵雅芝。

### 電視劇
- 1979年，香港無線電視，《英雄無淚》（只完成5集，后遭腰斩）／主演：陈惠敏（饰 夏侯渊）、黄树棠（饰 高渐飞）、夏雨（饰 司马超群）、刘丹（饰 卓东来）、黄家达（饰 朱猛）、李琳琳（饰 吴婉）、韩马利（饰 蝶舞）、冯淬帆（饰 萧泪血）、关聪（饰 杨坚）、甘国卫（饰 卓青）。

- 1984年，香港無線電視，《青锋剑影》，5集／主演：苗侨伟（饰 高渐飞）、庄静而（饰 蕭泪血）、劉嘉玲（饰 蝶舞）、楊盼盼（饰 吴婉）、劉兆铭（饰 卓東來）、劉丹（飾 蕭大师）、吴孟达（飾 老先生）、郭峰（饰 朱猛）、陳榮峻（饰 司馬超群）、駱應鈞（飾 孫通）、吳鎮宇（飾 孫達）、嚴秋華（飾 卓青）、林文偉（飾 釘鞋）、陳狄克（飾 蔡祟）、盧國偉（飾 阿根）、梁鴻華（飾 卓威）、何貴林（飾 計先生）、楊炎棠（飾 韋彬）、梁少狄（飾公孫明珠）、鄭藩生（飾 公孫乞丐）。

- 2006年，大陆，《泪痕剑》，35集／导演：李路／主演: 焦恩俊、蔡少芬、王辉、汤钧禧、常铖。